# Петришин, Александр Витальевич
Александр Витальевич Петришин (укр. Олександр Віталійович Петришин; род. 30 апреля 1960, Городок, Хмельницкая область, Украинская ССР, СССР) — советский и украинский учёный-правовед, специалист в области теории государства и права. Доктор юридических наук (1999), профессор (2000), академик Национальной академии правовых наук Украины (2004).
Вице-президент (2007—2010), первый вице-президент (2010—2016) и президент (с 2016) Национальной академии правовых наук Украины, профессор (2001—2006) и заведующий кафедрой (с 2006) теории государства и права Национального юридического университета имени Ярослава Мудрого. 29 ноября 2021 года назначен судьёй Конституционного Суда Украины.
Заслуженный деятель науки и техники Украины (2004) и лауреат Государственной премии Украины в области науки и техники (2012).

## Награды
- Отличие НАН Украины «За научные достижения» (23 мая 2017)[1];
- Стипендиат стипендии имени Василия Филипповича Маслова Харьковской областной государственной администрации (23 мая 2017)[2];
- Грамота Харьковского областного совета (18 ноября 2019)[3];
- Почётный знак «Орден Национального юридического университета имени Ярослава Мудрого III степени» (18 ноября 2015)[4];
- орден «За заслуги» III степени (Союз юристов Украины, 8 октября 2016) — «за весомый личный вклад в реализацию государственной правовой политики, укрепление законности и правопорядка, развитие юридической науки, многолетний плодотворный труд и высокий профессионализм»[5];
- Почётное отличие Верховного Суда Украины «За верность закону» (20 ноября 2012)[6];
- Кавалер  ордена «За заслуги» III степени (2020)[7];
- Почётное звание Союза юристов Украины «Выдающийся юрист Украины» (8 октября 2012) — «за весомый личный вклад в укрепление законности и правопорядка, защиту конституционных прав и свобод граждан, высокие профессиональные достижения и по случаю профессионального праздника»[8].